# María Lombardo de Caso
María Lombardo de Caso (* 6. Dezember 1905 in Teciutlán, Puebla; † 30. Juni 1964 in Mexiko-Stadt) war eine mexikanische Schriftstellerin. 
Lombardo de Caso studierte an der Universidad Nacional Autónoma de México in Mexiko-Stadt Philosophie. Dort lernte sie auch ihren späteren Ehemann, den Archäologen Alfonso Caso y Andrade kennen. 
Mit nicht ganz 59 Jahren starb María Lombardo de Caso am 30. Juni 1964 in Mexiko-Stadt und fand dort ihre letzte Ruhestätte auf dem Friedhof Panteón de Dolores.

## Werke (Auswahl)
Erzählungen
- Muñeros de niebla. 1955.
- Zapatos nuevos.

Romane
- La culebra tapó el río. 1962.
- Una luz en la otra orilla. 1959.

Werkausgabe
- Obras completas. Secretaría de Cultura, Puebla 1999, ISBN 968-5122-08-3.